# Цукло
Цукло (італ. Zuclo) — колишній муніципалітет в Італії, у регіоні Трентіно-Альто-Адідже,  провінція Тренто. З 1 січня 2016 року Цукло є частиною новоствореного муніципалітету Борго-Ларес.
Цукло розташоване на відстані близько 480 км на північ від Рима, 29 км на захід від Тренто.
Населення — 352 особи (2014).
Щорічний фестиваль відбувається 11 листопада. Покровитель — святий Мартин.

## Демографія
Населення за роками:

Станом на 31 грудня 2014 року в муніципалітеті офіційно проживало 12 іноземців з 3 країн, серед них 6 громадян країн Євросоюзу.

## Сусідні муніципалітети
- Бледжо-Суперіоре
- Больбено
- Бондо
- Кончеї
- Преоре
- Тіоне-ді-Тренто